# 顾村镇
顾村镇，是中华人民共和国上海市宝山区下辖的一个乡镇级行政单位。面积41.66平方公里。户籍人口10.4万人。

## 歷史
顾村大约在公元500年左右形成陆地。隋文帝开皇九年（589年），當時隶属于苏州常熟县。隋文帝开皇十八年（598年），改隶苏州昆山县；宋寧宗嘉定十年（1217年），隸屬昆山县疁城乡。嘉定县設立後，改隶嘉定县。 　
元至顺二年（1331年），顾元、顾亨、顾利、顾贞四兄弟從吴巷桥（今吴淞）移居至今顧村地帶，於是顧村地帶開始被稱為顾家宅。中華民国元年（1912年），顾珍彝创办“顾村小学”，“顾村”之名始见于此。1984年，顾村乡人民政府建立。1993年，顾村乡更改為顧村鎮。2000年11月28日，刘行镇併入顾村镇。

## 景點
顾村镇境內有四座明清時代的石板桥，分别为位於白杨村的“梦熊桥”（名字來自於《诗经·小雅·斯干》的“吉梦维何，惟熊惟罴，男子之祥”，橋樑於始建於1694年）、位於广福村的“杨娥桥”（始建於明嘉靖至万历年间）、位於星星村的“聚龙桥”、位於羌家村的“庙前桥”。
顾村境內有第二次中日戰爭和第二次國共內戰期間的的军事碉堡，分別為位于宝安公路1291号东北侧的大北店碉堡，位於羌家村十二房东侧的十二房碉堡和羌家村碉堡，位于胡庄村李家老宅的胡庄村碉堡。
顾村镇境內還有：
- 建于清乾隆年间位於谭杨村南潘泾的顾村节孝坊牌坊。
- 建于中华民国十七年（1928年）位于顾太路435号的顾太路老洋房。
- 建于中華民国二十七年（1938年）位于沪太路顾村镇街6号的俭丰织染厂，1980年代更名为“上海新建色织厂”。1999年7月29日停厂，2002年併入“上海达新染织总厂”，目前厂房对外出租。
- 建于1951年位于顾村镇街44号的顾村轧花厂，目前轧花厂房以对外出租。
- 创办于1944年秋的藻北小学，現已更名為“共富小学”。
- 建於明万历八年（1580年）位于王宅村西北的张任家族墓。建于清乾隆年间位于富联路368号西侧的太平禅寺[2]。

## 行政区划
顾村镇下辖以下居委会及村委会：
泰和新城一社区、泰和新城二社区、泰和新城三社区、荻泾花苑社区、大唐花园社区、顾村社区、天极盛宅花园社区、菊泉社区、共富新村第七社区、共富新村第一社区、共富新村第二社区、共富新村第四社区、共富新村第五社区、共富新村第六社区、共富新村第三社区、新顾村大家园第一社区、新顾村大家园第二社区、新顾村大家园第三社区、成亿宝盛家苑社区、菊泉新城第二社区、菊泉新城第三社区、丰水宝邸社区、盛宅新村第一社区、绿洲花园社区、铂庭社区、菊泉新城第四社区、菊泉新城第一社区、新天地荻泾花园社区、好日子大家园第一社区、好日子大家园第二社区、采菊苑社区、好日子大家园第三社区、好日子大家园第四社区、宝山古北菊翔苑社区、旭辉依云湾小城社区、文宝苑社区、世纪长江苑社区、上投佳苑社区、东方帕堤欧小城社区、保利叶城第二社区、保利叶都第一社区、宝顾佳苑社区、上海馨佳园第九社区、上海馨佳园第十社区、新顾村大家园第四社区、中铁建青秀苑第一社区、金地云锦苑社区、中铁建青秀苑第二社区、菊祥苑社区、菊晨苑社区、菊华苑社区、保利叶都第二社区、融创玉兰园社区、胡庄佳苑社区、中怡家园社区、宝沁苑社区、上海馨佳园第一社区、上海馨佳园第三社区、上海馨佳园第五社区、上海馨佳园第六社区、上海馨佳园第八社区、上海馨佳园第十一社区、上海馨佳园第十二社区、宝翔苑社区、自然居家园社区、保利叶城第一社区、新天地荻泾花园第二社区、顾村、羌家村、盛宅村、朱家弄村、星星村、白杨村、谭杨村、胡庄村、杨木桥村、老安村、沈宅村、沈杨村、归王村、正义村、广福村和陈家行村。

## 公共设施
- 顾村公园
- 上海顧村工業園區
- 馨佳园
- 龙湖北城天街[4]